# Eleutério Gomes de Aguiar
Eleutério Gomes de Aguiar (Funchal, 5 de outubro de 1940 — 9 de fevereiro de 2002) foi professor, jornalista e deputado português.
O Prof. Eleutério Gomes de Aguiar nasceu a 5 de outubro de 1940, no sítio de São João de Latrão, freguesia de São Gonçalo, cidade do Funchal, Ilha da Madeira, Portugal.
Faleceu no dia 9 de Fevereiro de 2002, grato a todos quantos, no tempo e no modo, o ajudaram a dar testemunho do compromisso assumido, desde quando, a partir de São João de Latrão, percorreu veredas e caminhos, até chegar à cidade, que sonhou fraterna, na antevisão apetecida e para muitos utópica, da participação e da igualdade, princípios que inspiraram as suas lutas, “as quais valeram a pena, mais que não fosse, para garantir a origem e o crescimento da Direcção Regional de Educação Especial”, na Região Autónoma da Madeira.

## Vida e Obra
Tendo nascido no seio de uma família humilde, foi graças ao seu professor do Ensino Primário, Prof. João Gonçalves que, acreditando nas suas capacidades e inteligência invulgares, o ajudou a prosseguir estudos na Escola Industrial e Comercial do Funchal.
Concluído o Curso Geral do Comércio foi contratado como empregado de escritório da loja Maison Blanche, Camachos.
Um ano mais tarde fez a secção preparatória para os Institutos Comerciais e ingressou no Magistério Primário. Durante esse período de estudos trabalhou à noite como revisor do Diário de Notícias, do Funchal.
Concluiu o Curso do Magistério Primário em 1961, com a classificação de 17 valores, sendo-lhe atribuídos os Prémios Junta Geral e Câmara Municipal do Funchal, correspondentes à mais elevada classificação, a nível regional e nacional.
Ingressou na função pública, como professor do Ensino Básico, a 4 de Setembro de 1961, após o que, e como bolseiro da Junta Geral e do Instituto de Alta Cultura, frequentou seguidamente o Curso de Especialização de Professores para o Ensino de Surdos e Outros Deficientes da Audição e da Fala, no Instituto Jacob Rodrigues Pereira, da Casa Pia de Lisboa, apresentando a tese de Exame de Estado, subordinada ao tema Enquadramento do Surdo no Meio Social.
Após a conclusão do Curso de Especialização, colaborou com a Junta Geral do Distrito Autónomo do Funchal na criação do Instituto de Surdos de Funchal. De 1963 a 1965 promoveu, conjuntamente com a Dra Dina Teixeira Gomes, o levantamento e despiste da deficiência auditiva no Arquipélago da Madeira, considerado o primeiro trabalho de despiste da deficiência realizado em Portugal.
Foi nomeado Director do Instituto de Surdos do Funchal, actualmente Instituto de Surdos Prof. Eleutério Gomes de Aguiar, a 23 de Abril de 1965.
Entretanto, ingressou nos serviços técnicos do Instituto de Assistência aos Menores, depois designado por Instituto da Família e Acção Social, do Ministério da Saúde e Assistência Social, com a categoria de orientador pedagógico do ensino especializado.
Ainda como estudante, colaborou intensamente em diversos jornais, tais como Diário de Notícias, do Funchal, Jornal da Madeira, Voz da Madeira, Diário da Madeira, Eco do Funchal, Notícias de Penacova, Escola Remoçada, assinando os seus artigos ou com o seu nome ou com os pseudónimos Ega do Rio e Tarquínio Filho. Igualmente colaborou na rádio funchalense. Em 1963, ingressou no jornalismo profissional, sendo redactor, durante anos, do Jornal da Madeira.
Desde muito jovem fez parte de movimentos e organizações socioreligiosas, desempenhando o cargo de secretário da Comissão Diocesana da Caritas, bem como o de director de várias instituições culturais, económicas e desportivas.
Mais tarde foi nomeado Director Regional de Educação Especial a 18 de Dezembro de 1980, sendo designado desde 30 de Novembro de 1982, Conselheiro Nacional de Reabilitação.
Em matéria de Educação Especial e Reabilitação, sector que dirigiu, desde a sua criação até à posse do actual Governo Regional, deixou uma obra reconhecida a nível da Comunidade Europeia como inovadora, constituindo mesmo um modelo de intervenção a favor dos cidadãos com necessidades especiais, nalguns domínios já a ser adoptado noutros Estados-Membros.
Do seu registo biográfico, constam documentos comprovativos do preenchimento de vários itens de programas de formação técnico-profissional, pedagógica e científica, bem como citações e louvores, de universidades e outros organismos e entidades nacionais e estrangeiras, por serviços prestados no desempenho das suas funções e por trabalhos de especialidade.
No âmbito de comissões especializadas da CEE, foi chamado a participar em estudos visando a definição de princípios e protocolos, com o objectivo de melhorar a compreensão mútua dos sistemas, garantindo uma contínua comparação dos progressos alcançados nos diferentes domínios, bem assim a avaliação de experiências inovadoras, aspectos que foram objecto de estudo de vários especialistas, integrando os programas de formação permanente do Conselho das Comunidades Europeias.
Por Resolução do Plenário do Governo Regional da Região Autónoma da Madeira, de 11.01.96, foi-lhe atribuído o Colar Regional de Honra ao Mérito em Educação, “pelo seu trabalho precursor e permanentemente inovador, desenvolvido na Educação Especial".

## A Política
No plano político, foi Deputado à Assembleia Nacional, nas X e XI Legislaturas, pelo círculo do Funchal, fazendo parte da Comissão Parlamentar do Trabalho, Previdência e Assistência Social, integrando a denominada Ala Liberal da então Assembleia Nacional, qual expressão humanista da Primavera Marcelista, ombreando com Sá Carneiro, Pinto Balsemão, Joaquim Magalhães Mota, Miller Guerra, João Bosco Mota Amaral, entre outros insignes políticos do período da transição para a Democracia em Portugal.

## Outros cargos e funções
- Provedor da Santa Casa da Misericórdia do Funchal
- Presidente da Associação Cristã da Mocidade (ACM) da Região Autónoma da Madeira
- Presidente da Direcção da Associação de Socorros Mútuos 4 de Setembro de 1862
- Presidente do Conselho Fiscal da Caixa Económica do Funchal, tendo integrado a Comissão promotora da sua transformação em Banco Internacional do Funchal (BANIF)
- Jornalista do Jornal da Madeira
- Co-fundador do semanário O Desporto Madeira, com o Eng. Carlos Aguiar
- Dirigente do Clube Desportivo Nacional
- Dirigente do Clube Desportivo 1º de Maio
- Presidente do Conselho Regional de Árbitros de Futebol do Funchal e do Colégio Eleitoral dos Árbitros de Futebol Portugueses, para o que foi eleito logo após a Revolução do 25 de Abril, cujas funções cessaram com a integração da Arbitragem na Federação Portuguesa de Futebol